# Matt Dominguez
Pour les articles homonymes, voir Dominguez.
Matthew Scott Dominguez, né le 28 août 1989 à Chatsworth (quartier de Los Angeles) en Californie, États-Unis est un joueur de champ extérieur des Ligues majeures de baseball sous contrat chez les Blue Jays de Toronto.

## Carrière

### Marlins de la Floride
Matt Dominguez est un choix de première ronde des Marlins de la Floride en 2007. Il est le douzième athlète sélectionné au total cette année-là par un club de la MLB.
Il fait ses débuts dans le baseball majeur pour les Marlins le 6 septembre 2011. Le 7 septembre, il réussit son premier coup sûr dans les majeures, frappé aux dépens d'un lanceur des Mets de New York, R. A. Dickey.

### Astros de Houston
Avec le lanceur gaucher des ligues mineures Rob Rasmussen, Dominguez passe le 4 juillet aux Astros de Houston dans l'échange qui permet aux Marlins d'acquérir le vétéran Carlos Lee. Il frappe son premier coup de circuit dans les majeures pour Houston, le 31 août 2012 face au lanceur Mike Leake des Reds de Cincinnati.
En 3 années à Houston, il frappe pour ,233 de moyenne au bâton en 340 matchs joués, avec 42 circuits et 150 points produits. Il est le troisième but à temps plein des Astros au cours des saisons 2013 et 2014 frappant pour ,241 avec 21 circuits et 77 points produits la première de ces deux années, mais seulement pour ,215 malgré 16 circuits et 57 points produits la seconde. Seuls José Altuve, le joueur de deuxième but, dispute plus de matchs des Astros que Dominguez en 2013 et 2014, mais ce dernier ne figure plus dans les plans du club après l'acquisition de Luis Valbuena pour occuper le troisième coussin en 2015.

### Blue Jays de Toronto
Dominguez est réclamé au ballottage par les Brewers de Milwaukee le 16 juin 2015. Il ne joue qu'en ligues mineures avec un club affilié aux Brewers et est réclamé au ballottage par les Blue Jays de Toronto le 6 septembre 2015.